# Hangö museum
Hangö museum (finska: Hangon museo) är ett lokalhistoriskt museum i Hangö i det finländska landskapet Nyland. Museet som grundades år 1909 bevarar föremåls- och bildsamlingar samt ett arkiv. Museet har också ett utställningsutrymme med utställningar som byts ut årligen.
Hangö museum ligger i den äldsta byggnaden i Hangö i närheten av Östra hamnen. Bredvid museet finns en trädgård och minnesmärken som anknyter till Hangös historia. Inträdet till museet kan också köpas med Museikortet. Våren 2023 beslutade Hangö stadsfullmäktige att museet kommer att flytta till Manners hus på Långgatan. Den nya lokalen kommer att inhysa den permanenta Hangöutställningen.